# Liste des voies de Puteaux
Cet article présente une liste des voies de Puteaux, commune française sur la rive gauche de la Seine, dans le département des Hauts-de-Seine en région Île-de-France. 
Les odonymes ci-après sont classés suivant l'ordre alphabétique du mot considéré comme principal. Les quantièmes des odonymes avec dates sont indiqués en lettres.
- Haut – A
- B
- C
- D
- E
- F
- G
- H
- I
- J
- K
- L
- M
- N
- O
- P
- Q
- R
- S
- T
- U
- V
- W
- X
- Y
- Z

## 0-9
- Rue du 8 mai 1945

## A
- Haut – A
- B
- C
- D
- E
- F
- G
- H
- I
- J
- K
- L
- M
- N
- O
- P
- Q
- R
- S
- T
- U
- V
- W
- X
- Y
- Z

- Rue Agathe
- Rue Anatole France
- Rue Ampère
- Rue André Leclerc
- Rue Arago
- Rue de l'Arsenal
- Rue Auguste Blanche

## B
- Haut – A
- B
- C
- D
- E
- F
- G
- H
- I
- J
- K
- L
- M
- N
- O
- P
- Q
- R
- S
- T
- U
- V
- W
- X
- Y
- Z

- Rue des Bas-Rogers
- Rue Bellini
- Rue Benoît Malon
- Rond-point des Bergères
- Rue Bernard-Palissy
- Rue du Bicentenaire
- Rue des Blanchisseurs
- Rue Bourgeoise
- Boulevard des Bouvets
- Rue de Brazza

## C
- Haut – A
- B
- C
- D
- E
- F
- G
- H
- I
- J
- K
- L
- M
- N
- O
- P
- Q
- R
- S
- T
- U
- V
- W
- X
- Y
- Z

- Rue Carpeaux
- Rue Cartault
- Rue Chantecoq
- Rue Charcot
- Rue Charles Chenu
- Rue Charles Lorilleux
- Passage des Chigneux
- Boulevard circulaire de la Défense
- Rue Collin
- Chemin de la Compagnie des Eaux

## D
- Haut – A
- B
- C
- D
- E
- F
- G
- H
- I
- J
- K
- L
- M
- N
- O
- P
- Q
- R
- S
- T
- U
- V
- W
- X
- Y
- Z

- Rue Delarivière Lefoullon
- Route de la Demi-Lune
- Quai De Dion-Bouton
- Avenue de la Division-Leclerc

## E
- Haut – A
- B
- C
- D
- E
- F
- G
- H
- I
- J
- K
- L
- M
- N
- O
- P
- Q
- R
- S
- T
- U
- V
- W
- X
- Y
- Z

- Rue Edgar Quinet
- Rue Édouard Vaillant
- Rue de l’Église
- Rue Eugène Eichenberger

## F
- Haut – A
- B
- C
- D
- E
- F
- G
- H
- I
- J
- K
- L
- M
- N
- O
- P
- Q
- R
- S
- T
- U
- V
- W
- X
- Y
- Z

- Avenue Félix Faure
- Rue Félix Pyat
- Rue Fernand Pelloutier
- Rue des Fontaines
- Rue du Four
- Rue Francis de Pressensé
- Boulevard Franck-Kupka
- Rue des Fusillés de la Résistance

## G
- Haut – A
- B
- C
- D
- E
- F
- G
- H
- I
- J
- K
- L
- M
- N
- O
- P
- Q
- R
- S
- T
- U
- V
- W
- X
- Y
- Z

- Rue Gambetta
- Avenue du Général-de-Gaulle
- Rue du Général Leclerc
- Rue Georges Legagneux
- Avenue Georges Pompidou
- Rue Gérhard
- Rue Gerhard Prolongée
- Rue Godefroy
- Rue des Graviers
- Avenue Gutenberg

## H
- Haut – A
- B
- C
- D
- E
- F
- G
- H
- I
- J
- K
- L
- M
- N
- O
- P
- Q
- R
- S
- T
- U
- V
- W
- X
- Y
- Z

- Impasse Hanet
- Rue Henri Martin
- Allée Henri Sellier
- Rue Hoche

## J
- Haut – A
- B
- C
- D
- E
- F
- G
- H
- I
- J
- K
- L
- M
- N
- O
- P
- Q
- R
- S
- T
- U
- V
- W
- X
- Y
- Z

- Rue Jean-Jaurès
- Rue Jules Verne

## L
- Haut – A
- B
- C
- D
- E
- F
- G
- H
- I
- J
- K
- L
- M
- N
- O
- P
- Q
- R
- S
- T
- U
- V
- W
- X
- Y
- Z

- Rue Lavoisier
- Sente des Loges
- Rue Louis Pouey
- Rue Lucien Voilin

## M
- Haut – A
- B
- C
- D
- E
- F
- G
- H
- I
- J
- K
- L
- M
- N
- O
- P
- Q
- R
- S
- T
- U
- V
- W
- X
- Y
- Z

- Rue Manissier
- Rue Marcelin Berthelot
- Cours du Maréchal Leclerc
- Rue Marius-Jacotot
- Rue Mars et Roty
- Cours Michelet
- Rue Michelet
- Rue des Michets Petray
- Rue Moissan
- Rue Monge
- Rue Montaigne
- Rue du Moulin

## N
- Haut – A
- B
- C
- D
- E
- F
- G
- H
- I
- J
- K
- L
- M
- N
- O
- P
- Q
- R
- S
- T
- U
- V
- W
- X
- Y
- Z

- Rue Nélaton

## O
- Haut – A
- B
- C
- D
- E
- F
- G
- H
- I
- J
- K
- L
- M
- N
- O
- P
- Q
- R
- S
- T
- U
- V
- W
- X
- Y
- Z

- Rue de l'Oasis

## P
- Haut – A
- B
- C
- D
- E
- F
- G
- H
- I
- J
- K
- L
- M
- N
- O
- P
- Q
- R
- S
- T
- U
- V
- W
- X
- Y
- Z

- Rue Parmentier
- Rue Pasteur
- Rue Paul Bert
- Rue Paul Lafargue
- Rue des Pavillons
- Rue Pierre Curie
- Rue Pitois
- Avenue du Président Wilson
- Rue de Prony

## R
- Haut – A
- B
- C
- D
- E
- F
- G
- H
- I
- J
- K
- L
- M
- N
- O
- P
- Q
- R
- S
- T
- U
- V
- W
- X
- Y
- Z

- Rue Rabelais
- Rue de la République
- Boulevard Richard-Wallace
- Rue Roque de Fillol
- Rue des Rosiers
- Rue Rouget de Lisle
- Rue Rousselle

## S
- Haut – A
- B
- C
- D
- E
- F
- G
- H
- I
- J
- K
- L
- M
- N
- O
- P
- Q
- R
- S
- T
- U
- V
- W
- X
- Y
- Z

- Rue Sadi Carnot
- Rue Saulnier
- Chemin de la Station

## T
- Haut – A
- B
- C
- D
- E
- F
- G
- H
- I
- J
- K
- L
- M
- N
- O
- P
- Q
- R
- S
- T
- U
- V
- W
- X
- Y
- Z

- Allée du Théâtre
- Avenue des Tilleuls

## V
- Haut – A
- B
- C
- D
- E
- F
- G
- H
- I
- J
- K
- L
- M
- N
- O
- P
- Q
- R
- S
- T
- U
- V
- W
- X
- Y
- Z

- Cours Valmy
- Rue de Valmy
- Rue de Verdun
- Rue Victor Hugo
- Rue Volta
- Passage Voltaire
- Rue Voltaire